# هاري دبليو. هيل
هاري دبليو. هيل (بالإنجليزية: Harry W. Hill)‏ هو ضابط أمريكي، ولد في 7 أبريل 1890 في أوكلاند في الولايات المتحدة، وتوفي في 19 يوليو 1971 في أنابولس في الولايات المتحدة.